# Центрально-Чернозёмная область
Центрально-Чернозёмная область (ЦЧО) — административно-территориальная единица РСФСР 1928—1934 годов. Область первоначально была разделена на 11 округов и 178 районов. Областным центром являлся город Воронеж. Площадь — 191 941 км², население — 11 824,8 тыс. человек (на 1 апреля 1930 года).
Первым секретарём обкома партии ЦЧО (1928—1934 гг.) был И. М. Варейкис.
В настоящее время под названием Центрально-Чернозёмная область, или Центрально-Чернозёмный район, или Центрально-чернозёмная полоса подразумевают Центрально-Чернозёмный экономический район. Назван район по преобладающему типу почвы — чернозёму. Этот район является частью Евразийской зоны чернозёмов, находящейся в России.

## История
14 мая 1928 года ВЦИК и СНК РСФСР приняли постановление об образовании на территории бывших Воронежской, Курской, Орловской и Тамбовской губерний Центрально-Чернозёмной области (ЦЧО) с центром в городе Воронеже.
16 июля 1928 года был определён состав округов ЦЧО, а 30 июля 1928 года — сеть районов.
В 1929—1933 годах сеть районов ЦЧО неоднократно пересматривалась.
3 июня 1929 года город Воронеж как областной центр был выделен в самостоятельную административную единицу с подчинением непосредственно областному съезду Советов и его исполнительному комитету.
16 сентября 1929 года Воронежский округ был упразднён, а его территория была разделена между новообразованными Старооскольским и Усманским округами.
23 июля 1930 года ВЦИК и СНК РСФСР приняли постановление «О ликвидации округов».
Согласно этому постановлению, в июле-августе 1930 года округа были упразднены, районы стали подчиняться непосредственно областному центру.
9 августа 1930 года районы ЦЧО были разбиты на три категории. В первую категорию, с населением до 50 тыс. человек, было включено 72 района; во вторую категорию, с населением от 50 до 80 тыс. человек, — 68 районов; к третьей, с населением более 80 тыс. человек, было отнесено 23 района.
Постановлением Центрально-Чернозёмного областного исполнительного комитета от 20 августа 1930 года города Белгород, Борисоглебск, Елец, Козлов, Курск, Липецк, Моршанск, Орёл, Тамбов были выделены в самостоятельные административно-хозяйственные единицы с подчинением непосредственно Центрально-Чернозёмному облисполкому. К городам были присоединены районы: к Воронежу — Ендовищенский, к Курску — Курский, к Орлу — Орловский, к Тамбову — Тамбово-Пригородный.
В соответствии с постановлением ВЦИК РСФСР от 25 сентября и 10 ноября 1930 года, постановлением Президиума ВЦИК ЦЧОблисполкома от 25 ноября 1930 года было ликвидировано 18 экономически слабых районов с небольшим числом жителей.
К 1 октября 1931 года в области имелось 155 районов, в которых входило 4 282 сельсовета, 40 городов, в том числе 6 выделенных в самостоятельные административно-хозяйственные единицы (г. Воронеж — 161 570 жит., г. Курск — 92 280 жит., г. Тамбов — 83 857 жит., г. Орёл — 78 106 жит., г. Козлов — 62 666 жит., г. Елец — 42 553 жит.), рабочих посёлков — 11, сельских населённых пунктов — 26 067. Площадь области на 01.01.1931 составляла 192 995 км², население 11 878 100 чел., в том числе 1 178 900 — городского населения (9,9 %), плотность населения — 61,8 чел/кв.км. Национальный состав: русские — 84,2 %, украинцы — 15,8 %.
Крупными населёнными пунктами были также:
- г. Борисоглебск — 44 438 жит.
- г. Белгород — 30 576 жит.
- г. Моршанск — 27 757 жит.
- г. Рассказово — 26 563 жит.
- г. Бутурлиновка — 25 216 жит.
- г. Кирсанов — 23 483 жит.
- г. Липецк — 23 276 жит.
- г. Старый Оскол — 21 343 жит.
- г. Россошь — 20 490 жит.

Крупнейшие районы области (с населением более 90 000 жит.) на 1 октября 1931 года (число жителей на 1 января 1931 года):
- Алексеевский район (слобода Алексеевка) — 97 125 жит., 1 705 км², 24 с/с, 101 снп (сельский населённый пункт)
- Белгородский район (г. Белгород) — 130 031 жит. (гор. — 36 757 чел.), 1 388 км², 59 с/с, 1 город, 196 снп
- Бобровский район (г. Бобров) — 96 548 жит. (гор. — 20 175 чел.), 1 742 км², 18 с/с, 1 город, 217 снп
- Болховский район (г. Болхов) — 141 669 жит. (гор. — 17 122 чел.), 1 996 км², 38 с/с, 1 город, 729 снп
- Бондарский район (с. Бондари) — 92 181 жит., 1 466 км², 34 с/с, 134 снп
- Борисоглебский район (г. Борисоглебск) — 131 150 жит. (гор. — 45 369 чел.), 1 874 км², 23 с/с, 1 город, 157 снп
- Грязинский район (рп Грязи) — 128 319 жит. (гор. — 12 254 чел.), 1 586 км², 38 с/с, 1 рп, 294 снп
- Данковский район (с. Данково) — 133 430 жит., 2 267 км², 110 с/с, 369 снп
- Дмитриевский район (г. Дмитриев-Льговский) — 137 649 жит. (гор. — 8 081 чел.), 2 047 км², 67 с/с, 1 город, 1 рп, 430 снп
- Землянский район (с. Землянск) — 97 449 жит., 1 334 км², 29 с/с, 146 снп
- Золотухинский район (ст. Золотухино) — 121 064 жит., 1 990 км², 46 с/с, 268 снп
- Инжавинский район (с. Инжавино) — 93 583 жит., 1 916 км², 38 с/с, 300 снп
- Калачеевский район (слобода Калач) — 91 913 жит., 1 942 км², 17 с/с, 41 снп
- Кирсановский район (г. Кирсанов) — 172 678 жит. (гор. — 26 900 чел.), 2 926 км², 67 с/с, 1 город, 470 снп
- Корочанский район (г. Короча) — 94 476 жит. (гор. — 15 197 чел), 949 км², 33 с/с, 1 город, 140 снп
- Кромский район (п. Кромы) — 100 940 жит., 1 590 км², 40 с/с, 297 снп
- Курский район (г. Курск) — 133 713 жит., 2 187 км², 67 с/с, 1 рп, 411 снп
- Лебедянский район (г. Лебедянь) — 110 232 жит. (гор. — 12 635 чел.), 1 791 км², 44 с/с, 1 город, 214 снп
- Ливенский район (г. Ливны) — 143 973 жит. (гор. — 21 486 чел.), 2 032 км², 40 с/с, 1 город, 274 снп
- Липецкий район (г. Липецк) — 131 153 жит. (гор. — 25 435 чел.), 1 843 км², 41 с/с, 1 город, 173 снп
- Льговский район (г. Льгов) — 92 010 жит. (гор. — 8 927 чел.), 1 038 км², 38 с/с, 1 город, 218 снп
- Мценский район (г. Мценск) — 93 061 жит. (гор. — 10 815 чел.), 1 516 км², 43 с/с, 1 город, 581 снп
- Новосильский район (г. Новосиль) — 114 157 жит. (гор. — 2 598 чел.), 1 935 км², 33 с/с, 1 город, 387 снп
- Обоянский район (г. Обоянь) — 124 140 жит. (гор. — 13 231 чел.), 1 560 км², 46 с/с, 1 город, 152 снп
- Орловский район (г. Орёл) — 157 461 жит., 2 573 км², 65 с/с, 958 снп
- Ракитянский район (с. Ракитное) — 111 425 жит., 1 513 км², 50 с/с, 205 снп
- Раненбургский район (г. Раненбург) — 102 745 жит. (гор. — 10 177 чел.), 1 201 км², 40 с/с, 1 город, 113 снп
- Рассказовский район (г. Рассказово) — 104 475 жит. (гор. — 28 668 чел.), 1 691 км², 27 с/с, 1 город, 193 снп
- Рыльский район (г. Рыльск) — 105 894 жит. (гор. — 10 981 чел.), 1 274 км², 40 с/с, 1 город, 192 снп
- Скороднянский район (с. Скородное) — 109 160 жит., 1 741 км², 77 с/с, 196 снп
- Солнцевский район (п. Солнцевский) — 114 600 жит., 1 630 км², 43 с/с, 258 снп
- Сосновский район (с. Сосновка) — 127 052 жит., 1 863 км², 33 с/с, 177 снп
- Старооскольский район (г. Старый Оскол) — 128 993 жит. (гор. — 22 641 чел.), 1 781 км², 77 с/с, 1 город, 144 снп
- Суджанский район (г. Суджа) — 122 259 жит. (гор. — 6 799 чел.), 1 821 км², 69 с/с, 1 город, 184 снп
- Тамбово-Пригородный район (г. Тамбов) — 124 926 жит., 2 277 км², 37 с/с, 1 рп, 160 снп
- Токаревский район (с. Токарево) — 94 027 жит., 1 463 км², 32 с/с, 182 снп
- Урицкий район (п. Нарышкино) — 106 591 жит., 1 687 км², 32 с/с, 489 снп
- Усманский район (г. Усмань) — 101 818 жит. (гор. — 15 240 чел.), 1 380 км², 37 с/с, 1 город, 115 снп
- Фатежский район (г. Фатеж) — 103 756 жит. (гор. — 4 874 чел.), 1 688 км², 45 с/с, 1 город, 241 снп
- Щигровский район (г. Щигры) — 122 913 жит. (гор. — 8 252 чел.), 1 982 км², 51 с/с, 1 город, 347 снп

23 февраля 1932 года город Козлов был переименован в город Мичуринск в связи с 60-летием научно-исследовательской деятельности И. В. Мичурина.
1 февраля 1933 года было ликвидировано 11 районов.
13 июня 1934 года Постановлением ВЦИК и СНК РСФСР область разделена на Курскую (60 районов) и Воронежскую области (84 района).

### Округа Центрально-Чернозёмной области
| Название        | Центр        | Годы существования |
| --------------- | ------------ | ------------------ |
| Белгородский    | Белгород     | 1928—1930          |
| Борисоглебский  | Борисоглебск | 1928—1930          |
| Воронежский     | Воронеж      | 1928—1929          |
| Елецкий         | Елец         | 1928—1930          |
| Козловский      | Козлов       | 1928—1930          |
| Курский         | Курск        | 1928—1930          |
| Орловский       | Орёл         | 1928—1930          |
| Острогожский    | Острогожск   | 1928—1930          |
| Россошанский    | Россошь      | 1928—1930          |
| Старооскольский | Старый Оскол | 1929—1930          |
| Тамбовский      | Тамбов       | 1928—1930          |
| Усманский       | Усмань       | 1929—1930          |